# Fjällsippeskäckmal
Fjällsippeskäckmal (Tinagma dryadis) är en fjärilsart som beskrevs av Otto Staudinger 1872. Fjällsippeskäckmal ingår i släktet Tinagma och familjen skäckmalar. Enligt den finländska rödlistan är arten sårbar i Finland. Enligt den svenska rödlistan är arten nära hotad i Sverige. Arten förekommer i Övre Norrland. Artens livsmiljö är kalkklippor och kalkbrott. Inga underarter finns listade i Catalogue of Life.